# 小比類巻貴之
小比類巻 貴之（こひるいまき たかゆき、1977年11月7日 - ）は、日本の男性キックボクサー。青森県三沢市出身。光星学院高等学校卒業。 小比類巻道場会長。元ISKAオリエンタル世界スーパーウェルター級王者。旧リングネームは小比類巻 太信（こひるいまき たいしん）。
徹底的に自分を追い込む稽古を敢行することから「ミスターストイック」と呼ばれ、K-1 WORLD MAXで日本代表決定トーナメントを3度優勝した。

## 来歴
1997年
1月31日、全日本キックボクシング連盟興行でアクティブJからプロデビュー。箱崎雄三にKO勝ち。
5月30日、魔裟斗（当時：小林雅人）相手に、膝蹴りで3度ダウンを奪い3RTKO勝ち。
10月26日、全日本ウェルター王者・鈴木達也と対戦し、TKO勝ち。プロデビュー5戦目にして王者に勝利した。
所属していたアクティブJが全日本キックボクシング連盟を離脱し、新団体J-NETWORKを旗揚げした。
12月21日、J-NETWORK旗揚げ戦でニュージャパンキックボクシング連盟ミドル級王者新田明臣にローキックでKO負け、プロ6戦目にして初黒星となった。
1998年
4月25日、J-NETWORKでジョン・ウェイン・パーと対戦し、判定負け。
11月14日、シュートボクシング『GROUND ZERO TOKYO』でシュートボクシング王者土井広之と対戦し、TKO勝ち。
1999年
3月17日、全日本キックボクシング連盟興行でチャナペック・ガッティンディと対戦し、KO負け。この試合で肋骨を骨折し、出場予定であった4月24日のマーシャルアーツ日本キックボクシング連盟興行を欠場した。
8月24日、J-NETWORKを退団して、フリーに転向。前田憲作らとチームドラゴンを結成。チームアンディと合同練習も開始。
10月3日、K-1初参戦となったK-1 GRAND PRIX '99 開幕戦で朴英樹と対戦し、ドロー。
2000年
1月25日、K-1 RISING 2000で「地獄の風車」の異名で恐れられたラモン・デッカーに日本人で初の勝利をTKOで飾る。
6月3日、アンディ・フグが地元スイスで開いた大会K-1 FIGHT NIGHT 2000で、WKAムエタイ世界ミドル級タイトルマッチでマリノ・デフローリンと対戦し、判定負けを喫する
11月1日、K-1 WORLD MAX開幕戦となるK-1 J・MAXのメインイベントでニール・ウッズ（WAKO PROムエタイ欧州ウェルター級王者）との王座決定戦で3RKO勝ち。ISKAオリエンタル世界スーパーウェルター級王座を獲得した。
2002年
2月11日、K-1 WORLD MAX 2002 〜日本代表決定トーナメント〜に出場。1回戦で須藤元気、準決勝で大野崇を破り決勝戦に進出。決勝の対戦相手はかつて自身がKOした経験を持ち、その後人気・実力共に破竹の勢いに乗っていた魔裟斗であったが、判定負けを喫した。試合後のリングで石井和義館長にコメントを求められ、「俺は・・・もう1回やって・・・絶対ぶっ殺します」と発言した。
5月11日、K-1 WORLD MAX 主催者推薦で世界一決定トーナメントに出場。1回戦でマリノ・デフローリンにKO勝ちするも、準決勝でガオラン・カウイチットにKO負け。以後1年以上勝ち星から遠ざかる。
2002年初めから2003年初めまで黒崎健時に師事し、黒崎道場に所属した。この道場はトレーナーが存在せず、寮に住み込んで、練習や自分の身の回りのことなど、あらゆることを自分一人で行なうというスタイルの道場であった。小比類巻はこの道場で、孤独感と闘いながらひたすら1人で練習していた。また、120kgのパチンコ玉が入ったリュックを背負って歩く、線香の束を自分の腕に押し付ける、高架下の壁をひたすら前蹴りする、などの荒行も行なった。最終的には、チームドラゴンへ復帰。
2003年
2003年3月1日、K-1 WORLD MAX 2003 〜日本代表決定トーナメント〜に出場。1回戦で安廣一哉に判定負け。
2004年
2月24日、K-1 WORLD MAX 2004 〜日本代表決定トーナメント〜に出場。1回戦でHAYATO、準決勝で武田幸三、決勝でセルカン・イルマッツに勝利して優勝を果たす。
4月7日、K-1 WORLD MAX 2004に進出し、1回戦でパウロ・バリッシャ、準々決勝でマイク・ザンビディスに判定勝ち、準決勝でブアカーオ・ポー.プラムックに敗退。
10月13日、K-1 WORLD MAX 2004 〜世界王者対抗戦〜にてアルバート・クラウスと対戦し、判定勝ちを収める。
2005年
2月23日、K-1 WORLD MAX 2005 〜日本代表決定トーナメント〜に出場。1回戦で安廣一哉、準決勝で小次郎に勝利し、決勝戦で新田明臣に前蹴りでKO勝利。2年連続優勝を果たした。
7月20日、K-1 WORLD MAX 2005〜世界一決定トーナメントでは、「恥骨結合かい離」を発症していたにもかかわらず、1回戦でダリウス・スクリアウディスにKO勝利。準々決勝でアンディ・サワーに判定負け。サワー戦後に治療に専念するためしばらく戦列を離れた。
2006年
4月5日、K-1 WORLD MAX 2006〜世界一決定トーナメント開幕戦〜の1回戦でイム・チビンにKO勝利。
6月30日、K-1 WORLD MAX 2006 〜世界一決定トーナメント決勝戦〜の準々決勝では魔裟斗と3度目の対戦。ダウンを奪われ判定負けを喫した。
2007年
2月5日、K-1 WORLD MAX 2007 〜日本代表決定トーナメント〜の1回戦で、アンディ・オロゴンと対戦し、延長Rにダウンを奪われ判定負け。試合後、2006年末に左足首を骨折していたことを告白した。
10月3日、K-1 WORLD MAX 2007 〜世界一決定トーナメント決勝戦〜のリザーブマッチでヴァージル・カラコダと対戦するも、右フックでKO負け。また、この大会からチームドラゴンからBRAVI RAGAZZI所属となった。
2008年
2月2日、K-1 WORLD MAX 2008で佐藤嘉洋と開幕戦出場を賭けて対戦予定であったが、自身の両膝靭帯損傷のため欠場となった。
8月28日、小比類巻貴之から小比類巻太信（たいしん）に改名したことが発表された。「自分のなかの太い柱、軸となるもの」「何者にも立ち向かう“信念”」といった意味合いが込められている。
10月1日、K-1 WORLD MAX 2008 FINALで1年ぶりの復帰戦を行った。ユーリ・メスと対戦し、1Rに左フックでダウンを奪われると、3R終了間際に左フックでダウンを奪われKO負け。
11月23日、千葉県市川市南行徳に自身の道場「小比類巻道場」をオープンさせた（なお2010年に「MONSTER GYM」と改名し、小比類巻との関係を解消している）。
12月5日、古巣・全日本キックボクシング連盟に約10年ぶりに参戦し、ASH-RAと対戦。2R、3Rにローキックでダウンを奪うなどして、判定勝ちを収めた。
2009年
2月23日、K-1 WORLD MAX 2009 〜日本代表決定トーナメント〜の1回戦で、アンディ・オロゴンと対戦。クリンチによる減点を取られるも、2-0の判定勝ち。準決勝は城戸康裕と対戦し、パンチで2RKO勝ち。決勝は山本優弥と対戦。1Rに膝蹴りからの連打でダウンを奪うと、2Rにも積極的な攻めを見せる。しかし3R、ふらつきながらも前進する山本に押され、右ストレートでダウンを奪われ、3-0の判定勝ち。通算3度目のK-1 WORLD MAX 日本代表決定トーナメント優勝を果たした。
4月21日、K-1 WORLD MAX 2009 FINAL16の1回戦でイム・チビンと対戦予定であったが、右足首靭帯損傷によりドクターストップとなり欠場となった。
9月28日、Survivor Round.1で才賀紀左衛門と2Rのエキシビションマッチを行ない、2Rに右ストレートでダウンを奪った。
10月、三沢市に小比類巻道場三沢支部を開設。
10月26日、K-1 WORLD MAX 2009 FINALのスーパーファイトでドラゴと対戦し、1Rに1回、2Rに2回ダウンを奪われ判定負け。
12月31日、Dynamite!! 〜勇気のチカラ2009〜で西島洋介の入場曲「HOPE」のボーカルを担当。作詞作曲者は「前野さん」。
2010年
3月23日、股関節の負傷のため同月27日の大会欠場と引退が同時に発表された。
9月23日、谷山ジム主催「ビッグバン・統一への道 其の参」に来場、休憩中にリング上に上がり「（2011年2月25日開催の）次回大会に出たいと思います」と現役復帰をアピールした。この発言を受け、メインイベントに勝利した城戸康裕が対戦相手に名乗りを挙げた。
2011年
1月、行徳の旧道場との関係解消に伴い、東京・恵比寿に新たな「小比類巻道場」をオープン。
3月11日に発生した東日本大震災により出身地の東北が大きな被害を受けたことをテレビで知り、以降は被災地への復興活動や協力活動を積極的に行なう。K-1でのライバルだった魔裟斗が六本木で行った募金活動にも参加。バンドGLAYのTERUらと共にたびたび被災地を訪れる。米軍の行った捜索救出活動トモダチ作戦に感銘を受け、トモダチ作戦に深くかかわった米軍三沢飛行場にて米国人を対象にキックセミナーを行なう。その様子がAFNにて放送された。
7月1日、地元三沢市の空手家らと共に小比類巻道場に空手部門を設立。
7月22日、三沢市のアメリカ村にて西島洋介とチャリティーと三沢市活性化のためエキシビションマッチを行なう。
10-11月、トモダチ作戦へ感謝して米軍の体力訓練で空手指導をし米軍人から好評を得る。AFNで活動が紹介される。
2012年
3月9日、「RINGS 〜reincarnation 再臨〜」にて、総合格闘技デビュー。ベン・アボットと77kg以下契約で対戦し、スリーパーホールドで一本負けを喫した。
6月12日、「リングネームを小比類巻貴之に戻す」と自身のブログにて発表した。
2014年
3月、恵比寿の小比類巻道場を「K-1 GYM EBISU 小比類巻道場」としてリニューアルオープンした（正式オープンは4月1日）。なお同ジムのオープニングレセプションでは「引退試合をやっていないので、最後に1試合やりたい」と語り、事実上自らが引退状態にあることを認めた上で、引退試合の対戦相手に魔裟斗を指名した。
2017年
経営者同士の戦いを主催、パレスホテル東京にてExecutive Match-charity Gala『QUOTATION』をプロデュース。
2018年
2018年1月、「K-1 GYM EBISU」の運営から離脱。翌2月、K-1の運営側から業務上横領罪で刑事告発されるも、自身のブログで「横領行為は一切行っていない」とK-1側の主張を否定した。2019年6月に小比類巻側が、金銭の取り扱いについての認識不足、管理不十分などを謝罪し、一定の解決金を払う内容で和解が成立した。
2020年
2020年9月25日、東京都港区の八芳園にてエグゼクティブ経営者によるアマチュア格闘技イベント「EXECUTIVE FIGHT BUSHIDO〜雅〜2020 」を主催。 同イベントは以後継続開催され、2025年現在も運営に携わっている。
2021年
12月3日、東京・恵比寿にて完全会員制の【小比類巻道場 KOHI Martial Arts Studio】をオープン。
2023年
7月8日、徳島県那賀郡『NISHIU de repos』内に【小比類巻道場 徳島木頭支部】をオープン。
9月30日、福岡県福岡市【小比類巻道場 福岡支部】にてFC店オープン。
2024年
マンガ『グラップラー刃牙』の実写版『刃牙 THE GRAPPLER STAGE -地下闘技場編-』にて、徳川光成(とくがわみつなり)の屋敷の警備隊長である、加納秀明 役で役者デビュー。

## 人物・エピソード
- 三沢市観光大使、千葉県テコンドー協会副会長を務める。
- 極真空手出身。ボクシング技術は、辰吉丈一郎を育てた島田信行トレーナーに5年間師事。
- 2002-2003年に黒崎道場に所属していた時に、精神修行の一環として黒崎健時会長が行ったとされる「線香を腕に押し当てる」荒行をした。腕に見られる火傷はその時の傷跡。その他の荒行：2年間毎日、朝にサイドステップ1時間と腕立1000回、午後に高架橋の壁を2時間、夜にサンドバッグを2時間蹴り続けた。80kgのリュックを背負い3時間歩き、同様に120kgのリュックを背負い30分歩いた。10日間水を飲まずにトレーニングを行った。

## 戦績

### キックボクシング
| キックボクシング 戦績 | キックボクシング 戦績 | キックボクシング 戦績 | キックボクシング 戦績 | キックボクシング 戦績 | キックボクシング 戦績 | キックボクシング 戦績 |
| --------------------- | --------------------- | --------------------- | --------------------- | --------------------- | --------------------- | --------------------- |
| 62 試合               | (T)KO                 | 判定                  | その他                | 引き分け              | 無効試合              |                       |
| 40 勝                 | 25                    | 15                    | 0                     | 2                     | 0                     |                       |
| 20 敗                 | 7                     | 13                    | 0                     | 2                     | 0                     |                       |

| 勝敗 | 対戦相手                           | 試合結果                                    | 大会名                                                                        | 開催年月日     |
| ×    | ドラゴ                             | 3R終了 判定0-3                              | K-1 WORLD MAX 2009 World Championship Tournament FINAL                        | 2009年10月26日 |
| ○    | 山本優弥                           | 3R終了 判定3-0                              | K-1 WORLD MAX 2009 〜日本代表決定トーナメント〜 【決勝】                      | 2009年2月23日  |
| ○    | 城戸康裕                           | 2R 0:58 KO（2ノックダウン：右フック）       | K-1 WORLD MAX 2009 〜日本代表決定トーナメント〜 【準決勝】                    | 2009年2月23日  |
| ○    | アンディ・オロゴン                 | 3R終了 判定2-0                              | K-1 WORLD MAX 2009 〜日本代表決定トーナメント〜 【1回戦】                     | 2009年2月23日  |
| ○    | ASH-RA                             | 3R終了 判定3-0                              | 全日本キックボクシング連盟 Fujiwara Festival 〜藤原祭り2008〜                 | 2008年12月5日  |
| ×    | ユーリ・メス                       | 3R 2:59 KO（左ストレート）                  | K-1 WORLD MAX 2008 World Championship Tournament FINAL                        | 2008年10月1日  |
| ×    | ヴァージル・カラコダ               | 3R 1:56 KO（2ノックダウン：右フック）       | K-1 WORLD MAX 2007 〜世界一決定トーナメント決勝戦〜 【リザーブファイト】      | 2007年10月3日  |
| ○    | ツグト"忍"アマラ                   | 3R終了 判定3-0                              | K-1 WORLD MAX 2007 〜世界一決定トーナメント開幕戦〜 【スーパーファイト】      | 2007年6月28日  |
| ×    | アンディ・オロゴン                 | 延長R終了 判定0-3                           | K-1 WORLD MAX 2007 〜日本代表決定トーナメント〜 【1回戦】                     | 2007年2月5日   |
| ×    | アンディ・サワー                   | 3R終了 判定0-3                              | K-1 WORLD MAX 2006 〜世界王者対抗戦〜                                         | 2006年9月4日   |
| ×    | 魔裟斗                             | 3R終了 判定0-3                              | K-1 WORLD MAX 2006 〜世界一決定トーナメント決勝戦〜 【準々決勝】              | 2006年6月30日  |
| ○    | イム・チビン                       | 3R 2:46 KO（3ノックダウン：右ローキック）   | K-1 WORLD MAX 2006 〜世界一決定トーナメント開幕戦〜 【1回戦】                 | 2006年4月5日   |
| ×    | アンディ・サワー                   | 3R終了 判定0-2                              | K-1 WORLD MAX 2005 〜世界一決定トーナメント決勝戦〜 【準々決勝】              | 2005年7月20日  |
| ○    | ダリウス・スクリアウディス         | 2R 1:29 KO（左足首負傷）                    | K-1 WORLD MAX 2005 〜世界一決定トーナメント開幕戦〜 【1回戦】                 | 2005年5月4日   |
| ○    | 新田明臣                           | 1R 0:36 KO（右上段前蹴り）                  | K-1 WORLD MAX 2005 〜日本代表決定トーナメント〜 【決勝】                      | 2005年2月23日  |
| ○    | 小次郎                             | 2R 1:13 KO（2ノックダウン：右フック）       | K-1 WORLD MAX 2005 〜日本代表決定トーナメント〜 【準決勝】                    | 2005年2月23日  |
| ○    | 安廣一哉                           | 延長R終了 判定2-1                           | K-1 WORLD MAX 2005 〜日本代表決定トーナメント〜 【1回戦】                     | 2005年2月23日  |
| ○    | アルバート・クラウス               | 3R終了 判定3-0                              | K-1 WORLD MAX 2004 〜世界王者対抗戦〜                                         | 2004年10月13日 |
| ×    | ブアカーオ・ポー.プラムック        | 2R 0:42 KO（2ノックダウン：左膝蹴り）       | K-1 WORLD MAX 2004 〜世界一決定トーナメント〜 【準決勝】                      | 2004年7月7日   |
| ○    | マイク・ザンビディス               | 3R終了 判定3-0                              | K-1 WORLD MAX 2004 〜世界一決定トーナメント〜 【準々決勝】                    | 2004年7月7日   |
| ○    | パウロ・バリッシャ                 | 3R終了 判定3-0                              | K-1 WORLD MAX 2004 〜世界一決定トーナメント開幕戦〜 【1回戦】                 | 2004年4月7日   |
| ○    | セルカン・イルマッツ               | 3R終了 判定3-0                              | K-1 WORLD MAX 2004 〜日本代表決定トーナメント〜 【決勝】                      | 2004年2月24日  |
| ○    | 武田幸三                           | 2R 1:05 KO（右跳び膝蹴り）                  | K-1 WORLD MAX 2004 〜日本代表決定トーナメント〜 【準決勝】                    | 2004年2月24日  |
| ○    | HAYATO                             | 3R終了 判定3-0                              | K-1 WORLD MAX 2004 〜日本代表決定トーナメント〜 【1回戦】                     | 2004年2月24日  |
| ○    | トニー・バレント                   | 3R 0:59 KO（右ミドルキック）                | K-1 WORLD MAX 2003 〜世界王者対抗戦〜                                         | 2003年11月18日 |
| ×    | フン・ファー                       | 延長2R終了 判定0-3                          | FUTURE FIGHTER IKUSA 4 〜宴〜 FIREWORKS                                       | 2003年8月30日  |
| ○    | 湘南キャリミ                       | 3R終了 判定3-0                              | FUTURE FIGHTER IKUSA 3 〜特攻〜 BROKEN ARROW                                  | 2003年6月8日   |
| ×    | 安廣一哉                           | 3R終了 判定0-3                              | K-1 WORLD MAX 2003 〜日本代表決定トーナメント〜 【1回戦】                     | 2003年3月1日   |
| ×    | ピーター・クルック                 | 5R 1:09 KO（左フック）                      | K-1 WORLD MAX 2002 〜世界王者対抗戦〜                                         | 2002年10月11日 |
| ×    | ガオラン・カウイチット             | 2R 2:42 KO（右膝蹴り）                      | K-1 WORLD MAX 2002 〜世界一決定戦〜 【準決勝】                                | 2002年5月11日  |
| ○    | マリノ・デフローリン               | 1R 1:12 KO（左膝蹴り）                      | K-1 WORLD MAX 2002 〜世界一決定戦〜 【1回戦】                                 | 2002年5月11日  |
| ×    | 魔裟斗                             | 3R終了 判定0-3                              | K-1 WORLD MAX 2002 〜日本代表決定トーナメント〜 【決勝】                      | 2002年2月11日  |
| ○    | 大野崇                             | 3R終了 判定3-0                              | K-1 WORLD MAX 2002 〜日本代表決定トーナメント〜 【準決勝】                    | 2002年2月11日  |
| ○    | 須藤元気                           | 3R 1:27 KO（2ノックダウン：右ローキック）   | K-1 WORLD MAX 2002 〜日本代表決定トーナメント〜 【1回戦】                     | 2002年2月11日  |
| ○    | ベン・スミューレン                 | 4R KO（右ローキック）                       | K-1 WORLD MAX オセアニア大会                                                  | 2001年11月11日 |
| ○    | サミール・ベルバーチ               | 3R 0:24 KO（左上段膝蹴り）                  | K-1 WORLD GP 2001 in OSAKA                                                    | 2001年4月29日  |
| ○    | グリチキン・マキシム               | 5R終了 判定3-0                              | マーシャルアーツ日本キックボクシング連盟 「ODYSSEY-1 伊藤隆・引退記念試合」   | 2001年3月30日  |
| ×    | ダニエル・ドーソン                 | 5R終了 判定0-2                              | Wolf Revolution Second Wave                                                   | 2001年1月12日  |
| ○    | ウィルフレッド・モンターニュ       | 5R 1:46 KO（右ハイキック）                  | K-1 WORLD GP 2000 決勝戦 【オープニングファイト】                             | 2000年12月10日 |
| ○    | ニール・ウッズ                     | 3R 0:47 KO（右ハイキック）                  | K-1 J・MAX 【ISKAオリエンタル世界スーパーウェルター級タイトルマッチ】         | 2000年11月1日  |
| ○    | 東金ルーク                         | 5R終了 判定3-0                              | マーシャルアーツ日本キックボクシング連盟 「COMBAT 2000」                      | 2000年7月20日  |
| ×    | マリノ・デフローリン               | 3R終了 判定0-3                              | K-1 FIGHT NIGHT 2000 【WKAムエタイ世界ミドル級タイトルマッチ】                | 2000年6月3日   |
| △    | 後藤龍冶                           | 5R終了 判定0-0                              | マーシャルアーツ日本キックボクシング連盟 「東金ジム炎の7番勝負」              | 2000年4月29日  |
| ○    | ラモン・デッカー                   | 1R終了時 TKO（ドクターストップ：右脛負傷）  | K-1 RISING 2000                                                               | 2000年1月25日  |
| ○    | 東金シャノンF16                    | 2R 2:26 TKO（ドクターストップ：カット）     | マーシャルアーツ日本キックボクシング連盟 「TORNADO WARNING トルネード襲来!!」 | 1999年12月24日 |
| △    | 朴英樹                             | 5R終了 判定0-0                              | K-1 GRAND PRIX '99 開幕戦 【特別試合】                                        | 1999年10月3日  |
| ×    | キム・フン                         | 5R終了 判定1-2                              | J-NETWORK「KICK the KICK 1999 stage2」                                        | 1999年6月1日   |
| ×    | チャナペック・ガッティンディ       | 3R 2:24 KO                                  | 全日本キックボクシング連盟「WAVE-II」                                         | 1999年3月17日  |
| ○    | ピッティーノイJMTC                 | 3R 2:01 TKO（タオル投入）                   | J-NETWORK「KICK the KICK 1999 stage1」                                        | 1999年2月5日   |
| ×    | マンゴーンダム・ポー・ポンサワーン | 5R終了 判定0-3                              | タイ・オムノーイスタジアム                                                    | 1999年1月16日  |
| ○    | 千葉友浩                           | 2R 2:56 KO（膝蹴り）                        | J-NETWORK「KICK the KICK 1998 FINAL」                                         | 1998年12月22日 |
| ○    | 土井広之                           | 4R 0:38 TKO（ドクターストップ：右眉カット） | シュートボクシング 〜GROUND ZERO TOKYO〜                                      | 1998年11月14日 |
| ○    | カリム・スダ                       | 5R終了 判定3-0                              | J-NETWORK「KICK the KICK 1998 STAGE-4」                                       | 1998年9月26日  |
| ×    | ジョン・ウェイン・パー             | 5R終了 判定0-3                              | J-NETWORK                                                                     | 1998年4月25日  |
| ○    | マーク・ブラッケンベリー           | 2R 2:51 KO（カット）                        | J-NETWORK「KICK the KICK 1998 STAGE-1」                                       | 1998年2月28日  |
| ○    | スワット・ヌヒー                   | 4R KO                                       | タイ・オムノーイスタジアム                                                    | 1998年1月24日  |
| ×    | 新田明臣                           | 4R 2:13 KO（ローキック）                    | J-NETWORK 旗揚げ戦                                                            | 1997年12月21日 |
| ○    | 鈴木達也                           | 2R 1:55 TKO                                 | 全日本キックボクシング連盟                                                    | 1997年10月26日 |
| ○    | 千葉友浩                           | 3R 1:47 KO（膝蹴り）                        | 全日本キックボクシング連盟「KICK OVER-VIII」                                  | 1997年7月25日  |
| ○    | G.ギアッヌアンヂャン               | 3R KO                                       | タイ・オムノーイスタジアム                                                    | 1997年7月12日  |
| ○    | 魔裟斗                             | 3R 2:52 KO（膝蹴り）                        | 全日本キックボクシング連盟「KICK OVER-VI」                                    | 1997年5月30日  |
| ○    | 箱崎雄三                           | 3R 1:54 KO                                  | 全日本キックボクシング連盟「KICK OVER-I」                                     | 1997年1月31日  |

### 総合格闘技
| 総合格闘技 戦績 | 総合格闘技 戦績 | 総合格闘技 戦績 | 総合格闘技 戦績 | 総合格闘技 戦績 | 総合格闘技 戦績 | 総合格闘技 戦績 |
| --------------- | --------------- | --------------- | --------------- | --------------- | --------------- | --------------- |
| 1 試合          | (T)KO           | 一本            | 判定            | その他          | 引き分け        | 無効試合        |
| 0 勝            | 0               | 0               | 0               | 0               | 0               | 0               |
| 1 敗            | 0               | 1               | 0               | 0               | 0               | 0               |

| 勝敗 | 対戦相手       | 試合結果                   | 大会名                       | 開催年月日   |
| ×    | ベン・アボット | 1R 1:22 スリーパーホールド | RINGS 〜reincarnation 再臨〜 | 2012年3月9日 |

## 獲得タイトル
- ISKAオリエンタル世界スーパーウェルター級王座
- K-1 WORLD MAX 2004 日本代表決定トーナメント 優勝
- K-1 WORLD MAX 2005 日本代表決定トーナメント 優勝
- K-1 WORLD MAX 2009 日本代表決定トーナメント 優勝

## 出演作品

### テレビ
- もやしもん（ドラマ版 2010年 フジテレビノイタミナ） - 結城蛍（回想時）役

### 舞台
- 刃牙 THE GRAPPLER STAGE -地下闘技場編-（2024年12月14日 - 18日、新宿FACE） - 加納秀明 役[26]

### CM
- UNIQLOモデル “ミスター・ストイック”がUNICLO新商品の“顔”になる。K-1WORLD MAX 2005で悲願の世界王座獲りを目指す小比類巻貴之は、ユニクロの新商品 BODY TECH（ボディテック）の発表会に出席。同商品のCMに出演している小比類巻は、BODY TECHを身に付けデモンストレーションを行う。
- エスカップ - 角田信朗、ボブ・サップ、ピーター・アーツのK-1最強戦士と出演。

### ゲームソフト
- K-1WORLDMAX2005 K-1 MAX初のゲーム完成披露会見に魔裟斗、小比類巻、須藤元気、武田幸三、安廣一哉が一堂に集結。

## 著書
- 『あきらめない、迷わない、逃げない。』（サンマーク出版、2014）ISBN 978-4-7631-3354-0

### 戦績
- K-1 選手データ - ウェイバックマシン（2010年5月31日アーカイブ分）
- SHERDOG 選手データ